# 德罗河畔吉伦特
德羅河畔吉伦特（法語：Gironde-sur-Dropt，法語發音：[ʒiʁɔ̃d syʁ dʁo]）是法国吉伦特省的一个市镇，属于朗贡区。

## 地理
德罗河畔吉伦特（44°35'1"N, 0°5'22"W）面积8.84 平方千米，位于法国新阿基坦大区吉倫特省，该省份为法国西南部沿海省份，是法國本土面积最大的省，北起滨海夏朗德省，西临大西洋，南至朗德省，东南接洛特-加龍省，东临多爾多涅省。
与德罗河畔吉伦特接壤的市镇（或旧市镇、城区）包括：莱塞桑特、巴里、卡瑟伊、弗卢代斯、莫里泽斯、拉雷奥勒。

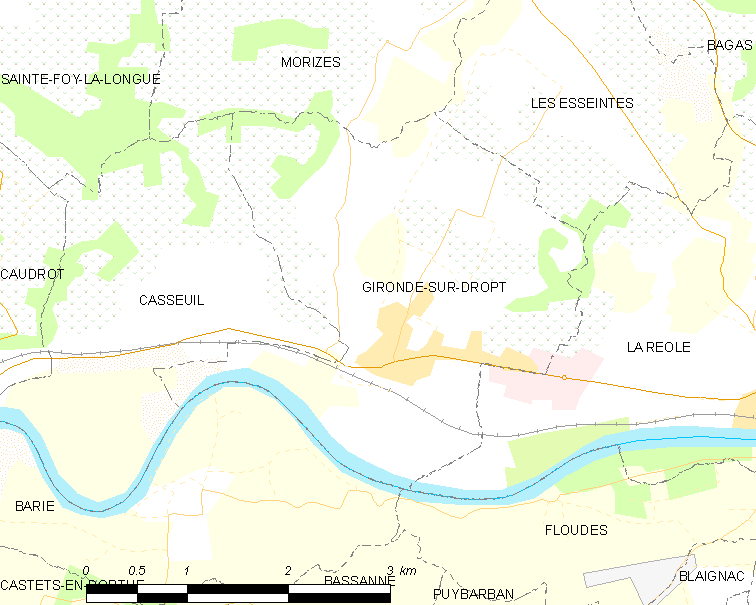
德罗河畔吉伦特的OSM定位图

德罗河畔吉伦特的时区为UTC+01:00、UTC+02:00（夏令时）。

## 行政
德罗河畔吉伦特的邮政编码为33190，INSEE市镇编码为33187。

## 政治
德罗河畔吉伦特所属的省级选区为勒雷奥莱-莱巴斯蒂德县。

## 人口

1962-2008年间德罗河畔吉伦特人口变化图示

德罗河畔吉伦特于2022年1月1日时的人口数量为1340人。